# Мемельс
Мемельс (нем. Mehmels) — община в Германии, в земле Тюрингия. 
Входит в состав района Шмалькальден-Майнинген.  Население составляет 363 человека (на 31 декабря 2010 года). Занимает площадь 6,46 км².